# Siliștea (okręg Teleorman)
Siliștea – wieś w Rumunii, w okręgu Teleorman, w gminie Siliștea. W 2011 roku liczyła 1399 mieszkańców.